# 錢福胙
錢福胙（1763年—1802年），字爾受，號雲岩，浙江嘉興人，祖籍江蘇宜興，清朝政治人物，進士出身。
乾隆五十五年（1790年）庚戌恩科进士，改庶吉士，散館授翰林院編修。嘉庆四年（1799年）出督福建學政。官至侍讀學士。著有《竹房遗稿》一卷、《奏御存稿》一卷。

## 家族
祖父钱陈群，字主敬，號香樹，康熙六十年（1721年）辛丑科進士，官至刑部左侍郎
子钱仪吉，字藹人，號衎石，又號新梧，嘉慶十三年（1808年）戊辰科進士，官至工科給事中。